# Amaliapolis
Amaliapolis (Amaliapoli) är en ort i Grekland.   Den ligger i prefekturen Nomós Magnisías och regionen Thessalien, i den centrala delen av landet, 150 km nordväst om huvudstaden Aten. Amaliapolis ligger 19 meter över havet och antalet invånare är 879.
Terrängen runt Amaliapolis är kuperad åt sydväst, men norrut är den platt. Havet är nära Amaliapolis åt nordost.  Närmaste större samhälle är Almyrós, 10,8 km väster om Amaliapolis. 